# Blanka Mercère
Blanka Zofia Mercère, née le 17 décembre 1883 à Varsovie, morte le 16 décembre 1937 dans cette même ville, est une peintre polonaise.

## Biographie
En 1901, à Varsovie, elle étudie le dessin dans l'atelier d'Adam Badowski, puis à partir de 1904, elle suit des cours auprès d'Adrian Baraniecki à Cracovie. En même temps, elle suit des cours du soir au studio de Leon Wyczółkowski. En 1906 elle part pour Zakopane, où elle devient professeur de dessin. En 1908, elle émigre en France et commence des études à l'Académie Julian à Paris, puis en 1914 à l'École des Beaux-Arts sous la direction de Jacques-Fernand Humbert. Durant ses études, elle reçoit plusieurs prix, notamment le prix de l'Institut de France.
Entre 1910 et 1914, elle expose régulièrement au Salon des artistes français
Durant la Première Guerre mondiale, elle occupe un poste dans la fonction publique, ses dessins d'alors sont publiés dans divers magazines français (Mort d'un volontaire polonais, village polonais détruit par les armées prussiennes...).
En 1916, elle obtient un diplôme qui lui permet d'enseigner dans des écoles françaises.

## Prix attribués
- En 1910, le Conseil supérieur des beaux-arts attribue sous la forme d'encouragement, la somme de 1000 fr. à trois peintres: Paul Jouve, Zingg et Mlle Blanche Mercère[2].
- En 1912, l'Académie des beaux-arts attribue par le biais de la fondation Ardouin (en faveur de jeunes filles qui se destinent à la carrière des arts) un prix de peinture de 400 fr à Mlle Blanche Mercère[3].

## Divers
- En 2017, en Pologne, à l'occasion de la sortie d'un timbre[4] à l'effigie du général Haller, l'enveloppe Premier jour est émise avec un dessin de Mercère représentant les Polonais volontaires à l'assaut d'une tranchée allemande (intitulé Dévouement polonais).